# Landdag van Salzburg
De Landdag van Salzburg (Duits: Salzburger Landtag) is het parlement van de Oostenrijkse deelstaat Salzburg. De Landdag werd in 1861 een van de provinciale vergaderingen van Cisleithanië (het Oostenrijkse deel van de Dubbelmonarchie Oostenrijk-Hongarije).
De Landdag telt 36 afgevaardigden die om de vijf jaar worden gekozen. Als parlement heeft de Landdag wetgevende macht en kiest zowel de regering van de deelstaat als de gouverneur (Landeshauptmann). Ook kiezen de afgevaardigden een voorzitter uit hun midden.
Sinds 1945 is de christendemocratische ÖVP vrijwel steevast de grootste partij in de Landdag van Salzburg geweest. De enige uitzondering was de periode 2004–2013, toen de sociaaldemocratische SPÖ de grootste was.

## Samenstelling (2023–2028)
De recentste Landdagverkiezingen vonden op 23 april 2023 plaats. De ÖVP behaalde hierbij opnieuw de meeste zetels. Opvallend was de doorbraak van de communistische KPÖ, die na een afwezigheid van 74 jaar met vier zetels terugkeerde in de Landdag. De zittende regeringscoalitie van ÖVP, Die Grünen en NEOS (ook wel Dirndl-coalitie genoemd) verloor haar meerderheid en kon niet worden voortgezet. De ÖVP ging vervolgens in zee met de rechtse FPÖ.
| Partij | Partij | Partij                                                         | %     | Zetels | Verschil |
| ------ | ------ | -------------------------------------------------------------- | ----- | ------ | -------- |
|        |        | Österreichische Volkspartei (ÖVP) Salzburger Volkspartei (SVP) | 30,4% | 12     | 3        |
|        |        | Freiheitliche Partei Österreichs (FPÖ)                         | 25,7% | 10     | 3        |
|        |        | Sozialdemokratische Partei Österreichs (SPÖ)                   | 17,9% | 7      | 1        |
|        |        | Kommunistische Partei Österreichs (KPÖ)                        | 11,7% | 4      | 4        |
|        |        | Die Grünen (GRÜNE)                                             | 8,2%  | 3      | 0        |
|        |        | Das Neue Österreich (NEOS)                                     | 4,2%  | 0      | 3        |
|        |        | Overige partijen                                               | 1,9%  | 0      | 0        |
| Totaal | Totaal |                                                                | 100%  | 36     |          |

## Parlementsgebouw
De Landdag van Salzburg zetelt in de noordelijke vleugel van het Chiemseehof in de hoofdstad van de deelstaat, Salzburg. Het gebouw dateert uit 1694 en is sinds 1866 de zetel van de Landdag.

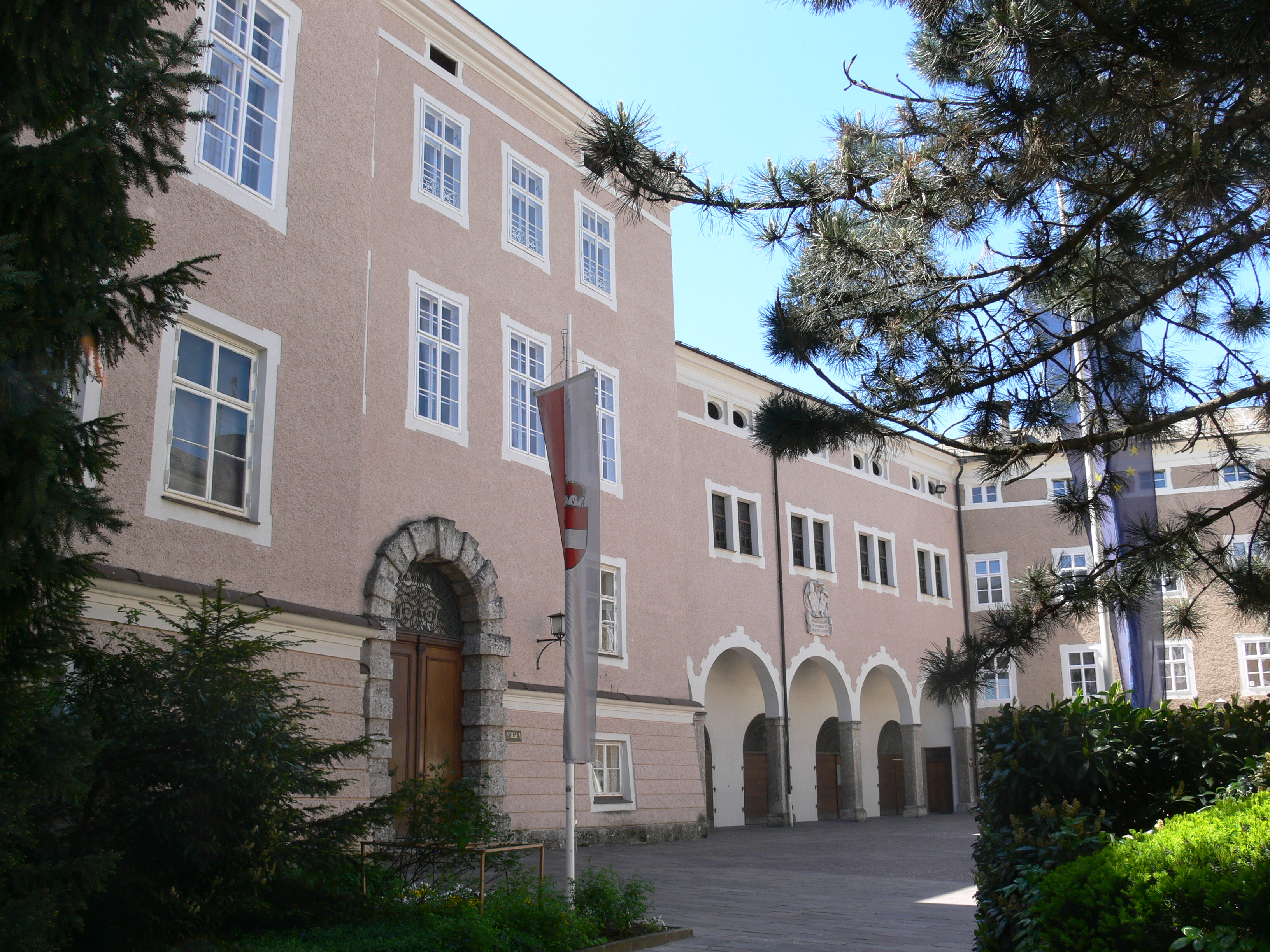
Het binnenhof van het Chiemseehof